# Hali (Einheit)
Hali, auch Nali, war eine Masseneinheit (Gewichtsmaß) und ein Handelsgewicht an verschiedenen Orten um die Meerenge von Malakka und auch in Queda.
- 1 Hali = 16 Gantas = 30 Pfund (Markgewicht) nach Krüger = 16 Pfund (Markgewicht)[1]
- 15 Hali = 1 Bahar = 450 Pfund (Markgewicht)
  - 1 Gantas/Guantas = 4 Guppas = 1 15/16 = 1,9375 Pfund Markgewicht